# 中小小売商業振興法
中小小売商業振興法（ちゅうしょうこうりしょうぎょうしんこうほう、昭和48年9月29日法律第101号）は、1973年9月29日に公布された日本の法律。昭和48年法律第101号。通称は「小振法」。
この法律は、商店街の整備、店舗の集団化、共同店舗等の整備等の事業の実施を円滑にし、中小小売商業者の経営の近代化を促進すること等により、中小小売商業の振興を図り、もって国民経済の健全な発展に寄与することを目的とする。